# Per Gessle
Per Gessle — дебютный студийный альбом шведского поп-рок-музыканта Пера Гессле, вышел 8 апреля 1983 года на пластинках и кассетах и 1 сентября 1994 года на CD. Записывался на студии EMI в Стокгольме в феврале 1983 года.

## Об альбоме
По словам Пера Гессле, изначальное название альбома должно было быть «Hjärtats trakt». Однако, во время переговоров с представителями звукозаписывающего лейбла EMI выяснилось, что незадолго до этого у другого шведского музыканта и писателя Ульфа Лунделля, который тоже был подписан на EMI, вышла книга с названием «Hjärtats ljus». Чтобы избежать путаницы было решено назвать дебютный альбом музыканта его собственным именем. Позже Гессле выпустил альбом с названием Hjärtats trakt в 1993 году.
Песню «På väg» Гессле написал в соавторстве с Никласом Стрёмстедтом.
Первое издание шведской пластинки было выполнено с gatefold sleeve (конверт раскрывался как книжка, с одной стороны — карман с пластинкой, с другой — фотография). Второе издание — с обычным конвертом. Позднее пластинку перевыпустили в Нидерландах, но конверты для них по-прежнему печатали в Швеции.
Когда альбом был выпущен на CD в 1992 году (в составе коробки «På Väg»), а позднее в 1994 как отдельный CD, на диск были записаны некоторые бонус песни:
- «Överallt» и «Man varnade för halka» — обе песни ранее выходили на сингле «Om du har lust»;
- «När morgonen kommer» — эта песня ранее была доступна только на сборнике «Radio Parlophone — Andra Sändningen»[6]

Продюсером альбома стал Лассе Линдбом.

## Список композиций
Альбом вышел в 1983 году в Швеции и Нидерландах на 12" виниловой пластинке и аудио-кассете. В этих же странах в 1994 году альбом был выпущен на отдельном компакт-диске (в 1992 году альбом вышел на CD в составе коробки «På Väg»).
Сторона А
1. På väg
2. Hjärtats trakt
3. Om du har lust
4. Timmar av iver
5. Regn
6. Indiansommar — instrumental
7. Historier vi kan

Сторона Б
1. Leitmotif from «Indiansommar» — instrumental
2. Den öde stranden
3. Fiskarnas tecken
4. Rädd
5. Tända en sticka till
6. Syrenernas tid
7. Överallt
8. Man varnade för halka
9. När morgonen kommer

Три последние песни, выделенные жирным шрифтом, были выпущены впервые как бонус-треки на компакт-дисках и не присутствовали на оригинальном альбоме.

## Синглы
Из альбома был выпущен единственный сингл на песню «Om du har lust» (28 июня 1983 года). Гессле исполнил её с Мари Фредрикссон, с которой тремя годами позже начнёт работать постоянно в группе Roxette.

## Позиции в чартах
Альбом попал только в шведские чарты, где продержался 6 недель. Наилучший результат — 5 позиция.
| Чарт (1983) | Позиция |
| ----------- | ------- |
| Швеция      | 5       |